# Maureen Ayité
Pour les articles homonymes, voir Ayité.
Maureen Ayité est une franco-Beninoise née en mars 1988 à Levallois-Perret, et fondatrice de Nanawax.

## Biographie
Maureen Ayité, d'origine béninoise, a grandi dans un environnement influencé par le pagne wax.

### Histoire et entrepreneuriat
En 2008, Maureen Ayité part étudier à Paris et décide d'ouvrir un groupe Facebook où elle publiait ses créations. Le succès de ce groupe devient important, alors elle retourne en 2012 au Bénin puis fonde Nanawax, en référence aux Nana Benz. En 2015, elle est citée dans le magazine Forbes Afrique, faisant partie des 30 talents d'avenir[style à revoir], bâtisseurs de l'Afrique francophone[source insuffisante]. Autodidacte, ses créations sont inspirées du pagne wax, du bogolan et du brassage des cultures africaines et occidentales. Ses créations sont portées par Flora Coquerel lors de l’élection Miss France 2016 et l'artiste Black M lors de la cérémonie des NRJ Music Awards 2016.
En 2019, sa collection Nanawax occupe la 17e place dans la liste des marques préférées en Afrique.

### Philanthropie
Maureen Ayité accorde une grande importance à l'implication sociale et économique de son entreprise au Bénin. 5 % des bénéfices de Nanawax sont reversés à des orphelinats et à des organisations caritatives. Elle apporte son soutien aux victimes des inondations sévissant à Abidjan en juin 2020.